# Peach Creek
Peach Creek es un lugar designado por el censo ubicado en el condado de Logan en el estado estadounidense de Virginia Occidental. En el Censo de 2020 tenía una población de 185 habitantes y una densidad poblacional de 280,30 habitantes por km². Fue incluido como CDP en el censo de 2020.

## Geografía
Peach Creek se encuentra ubicado en las coordenadas 37°52′28″N 81°59′05″O / 37.87444, -81.98472. Según la Oficina del Censo de los Estados Unidos,  tiene una superficie total de 0,41 km², de la cual 0,66 km² corresponden a tierra firme y 0,02 km².
Se encuentra en la orilla este del río Guyandotte.